# Инспектор пассажирского транспорта
Инспектор (контролёр) пассажирского транспорта — должностное лицо, осуществляющее патруль различных видов общественного транспорта, выписывая штрафы за проезд пассажирам, которые следуют без действительного билета или билета, дающего права на льготу.

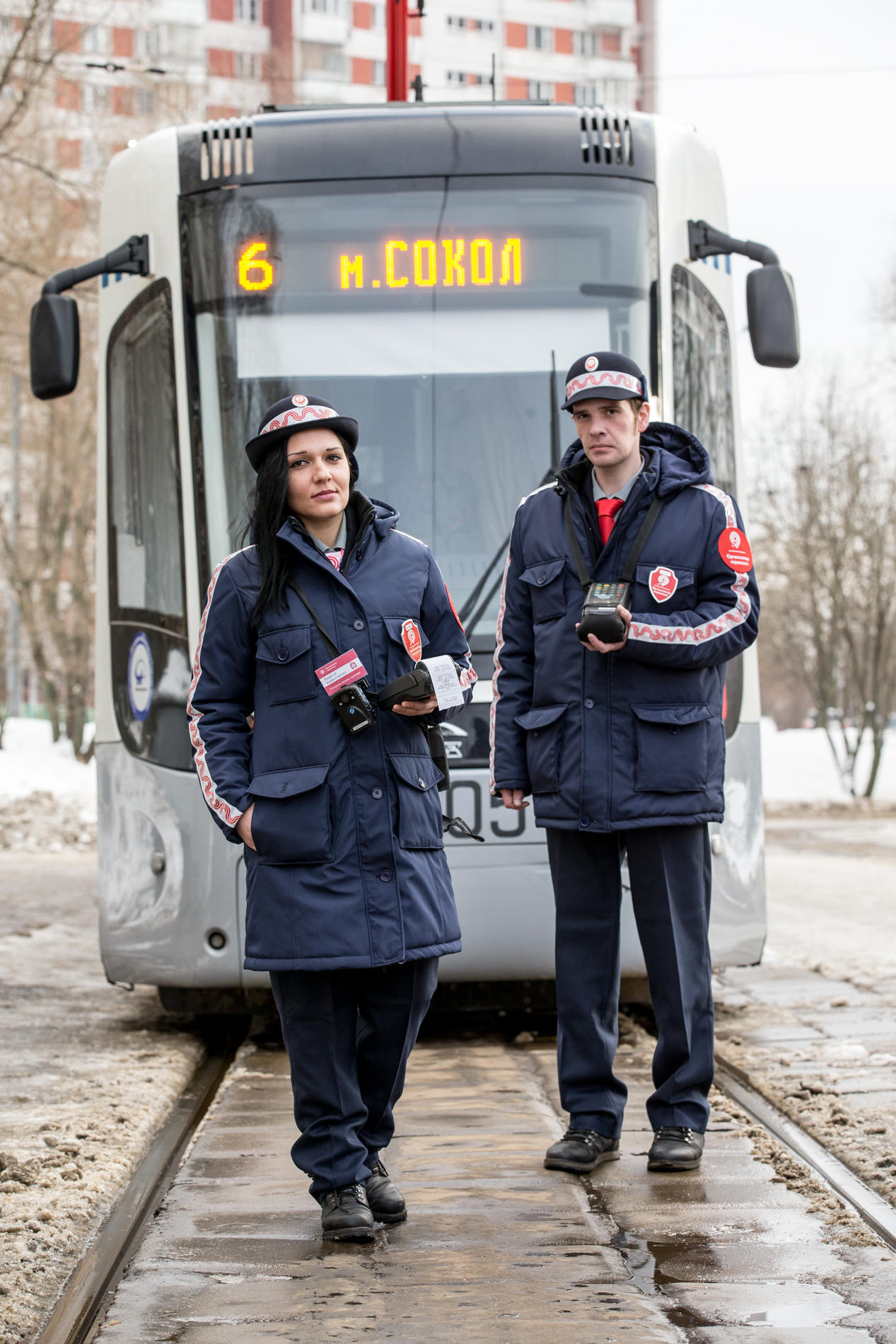
Инспекторы пассажирского транспорта в Москве

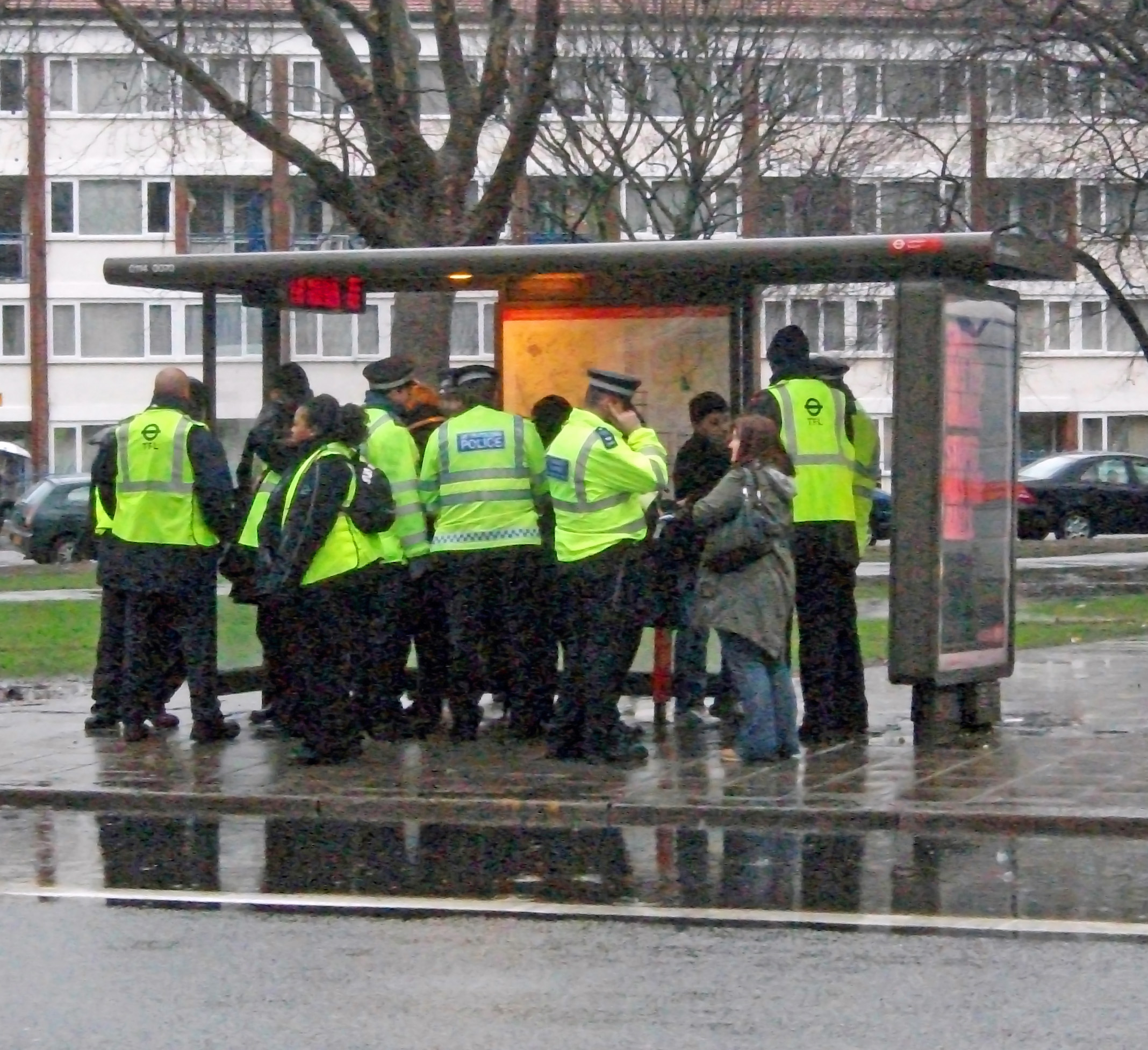
Инспекторы транспорта на автобусной остановке в Лондоне

## Описание
В обязанности инспектора входит осуществление контроля за соблюдением пассажирами правил пользования наземным городским транспортом общего пользования, главным образом в части правильности оплаты проезда и провоза багажа. Инспектор следит за неправомерно используемыми проездными документами, а также осуществляет контроль за работой водителей в отношении определённой должностной инструкцией.
Инспектор пассажирского транспорта имеет право выписать штраф или начать судебное преследование, если он считает, что пассажир следует без действительного билета, или пассажир использует просроченный билет, или использует чужую льготную персонифицированную карту; а также в случае, если пассажир выехал за пределы пункта назначения, указанного в его билете, с намерением избежать правильного проезда. Инспекторы обычно носят униформу, предоставленную их работодателем.

## В России
Инспекторы пассажирского транспорта в России осуществляют деятельность по патрулированию наземного пассажирского транспорта: автобусов, трамваев, троллейбусов. В Москве они были введены в попытке пресечь уклонение от платы за проезд после того, как кондукторов убрали из общественного наземного транспорта. Замена кондукторов билетными автоматами в качестве метода продажи привела к тому, что тысячи пассажиров городской зоны уклоняются от оплаты за проезд. Поскольку наземная транспортная сеть Москвы с 2018 года основана на системе, при которой пассажиры могут свободно заходить в автобус, электробус, трамвай без барьеров, блокирующих их, персонал в униформе чаще встречается в этих видах транспорта, чем в метро или пригородных поездах.
Многие пассажиры негативно относятся к транспортным инспекторам и при их исполнении своих обязанностей регулярно сталкиваются со словесными оскорблениями, а иногда и с физическим насилием.
В некоторых организациях должность инспектора называется «старший инспектор наземного пассажирского транспорта».